# 무법자 (1943년 영화)
《무법자》(The Outlaw)는 미국에서 제작된 하워드 혹스 감독의 1943년 서부, 드라마, 멜로/로맨스 영화이다. 잭 부텔 등이 주연으로 출연하였고 하워드 휴스 등이 제작에 참여하였다.

## 출연

### 주연
- 잭 부텔
- 제인 러셀

### 조연
- 토마스 밋첼
- 월터 휴스턴
- 미미 아거글리아
- 조 소여
- 진 리지

## 기타
- 미술: 페리 퍼거슨